# ダン・ニストル
ダン・ニコラエ・ニストル（ルーマニア語: Dan Nicolae Nistor, 1988年5月6日 - ）は、ルーマニアのアルジェシュ県ルカール出身のサッカー選手。

## 経歴
2012-13年シーズンはパンドゥリイ・トゥルグ・ジウの過去最高2位に貢献し、ルーマニア紙プロ・スポルトが発表したシーズンベストイレブン（守備的ミッドフィールダー部門）に選出された（2,303）。同部門の2位にはステアウア・ブカレストのアレクサンドル・ボウルチェアヌ（2,093）、3位にはアストラ・ジュルジュの瀬戸貴幸（2,091）が入った。
2013年7月16日、UEFAヨーロッパリーグ 2013-14予選2回戦のレバディア・タリン戦でUEFA主催クラブ大会に初出場した。
2013年8月16日、フランスのエヴィアン・トノン・ガイヤールへ移籍した。
2014年1月22日、パンドゥリイ・トゥルグ・ジウへ5ヵ月間の期限付き移籍で復帰した。2014-15年シーズンも引き続きパンドゥリイ・トゥルグ・ジウへ期限付き移籍した。2015年6月、両者合意によりエヴィアンとの契約は解除された。
2015年7月10日、パンドゥリイ・トゥルグ・ジウへ2年契約で完全移籍した。
2016年8月31日、ディナモ・ブカレストへ移籍した。